# Systoechus longirostris
Systoechus longirostris är en tvåvingeart som beskrevs av Becker 1916. Systoechus longirostris ingår i släktet Systoechus och familjen svävflugor. Inga underarter finns listade i Catalogue of Life.